# Teorema di Stone
Nella teoria dei gruppi, il teorema di Stone afferma che dato un gruppo ad un parametro fortemente continuo di operatori unitari {\displaystyle U(t)} definiti sullo spazio di Hilbert {\displaystyle H,} esiste un dominio denso {\displaystyle D(A)} in {\displaystyle H} in cui per ogni {\displaystyle \psi \in D(A)} si ha
{\displaystyle \lim _{t\to \ 0}{\frac {U(t)-I}{it}}\psi ={\frac {1}{i}}{\frac {\mathrm {d} U(t)}{\mathrm {d} t}}\psi =A\psi ,}
con {\displaystyle A\colon D(A)\to H} operatore autoaggiunto e {\displaystyle U(t)=e^{itA}.}
Una delle conseguenze più importanti di questo teorema è l'assioma dell'evoluzione degli stati puri in meccanica quantistica nel quale si afferma che l'evoluzione di uno stato puro, descritto da {\displaystyle \psi \in H.}
Un sistema isolato in meccanica quantistica è dato da {\displaystyle \psi (t)=U(t)\psi } nel quale il proiettore è {\displaystyle U(t)=e^{\frac {-i{\mathrm {H} }t}{\hbar }}} nel quale {\displaystyle \mathrm {H} } è l'hamiltoniana quantistica che descrive l'energia del sistema.